# Korowaj

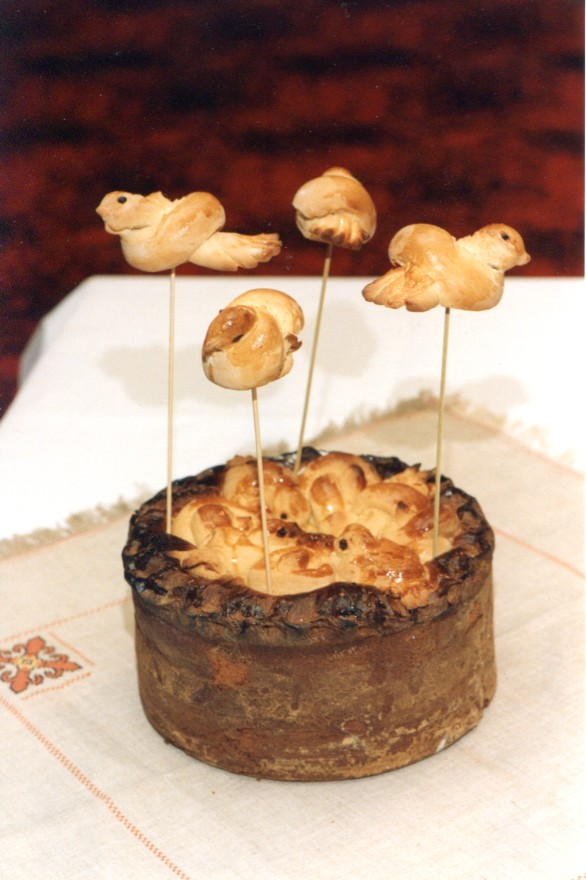
Korowaj jest też wypiekany w innych krajach. Tutaj korowaj ukraiński

Korowaj (ukr. коровай, ros. каравай) – rodzaj kołacza, tradycyjnego, obrzędowego pieczywa pszennego lub żytniego, najczęściej weselnego. W Polsce przejęty z tradycji wschodniej.
Był to duży bochen chleba lub specjalny placek ozdobiony dekoracjami z ciasta (zajączki, ptaszki), jagód lub kwiatów. Dekorowany był również formami w kształcie rozet, kwiatów albo słońca i księżyca. Korowaj przygotowywały ostatniego dnia przed ślubem kobiety nazywane korowajnicami, a przy wypieku nie mogli być obecni mężczyźni.